# Пнев
Пнев (укр. Пнів) — село в Пасечнянской сельской общине Надворнянского района Ивано-Франковской области Украины.
Население по переписи 2001 года составляло 4620 человек. Занимает площадь 25.36 км². Почтовый индекс — 78431. Телефонный код — 03475.

## Известные уроженцы
- Коланковский, Людвик (1915—2001) — польский учёный, историк, общественный деятель.
- Кушнир, Михаил Михайлович (род. 1967) — советский, украинский борец вольного стиля и тренер.